# Santay

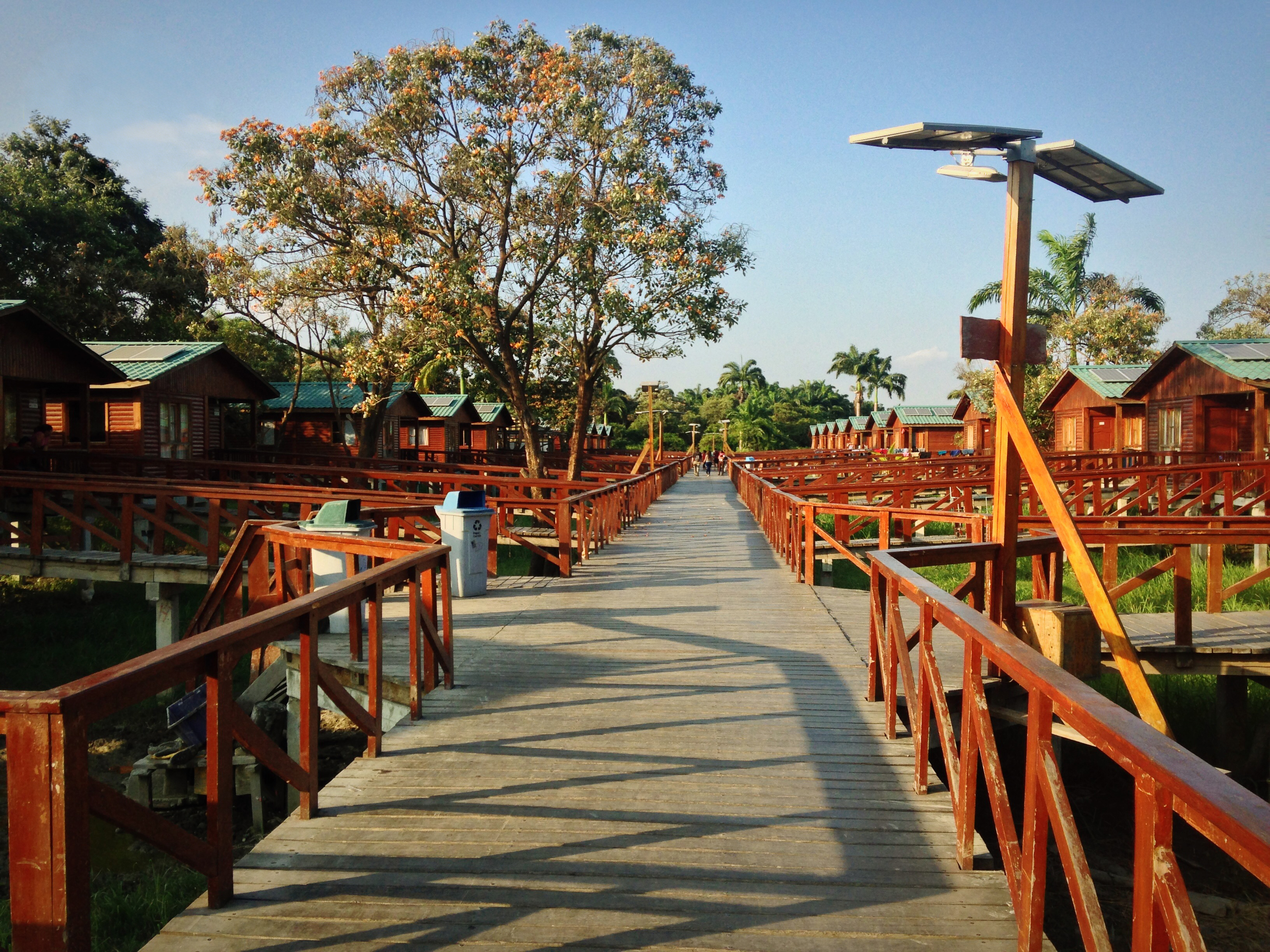
Wioska ekologiczna na wyspie Santay

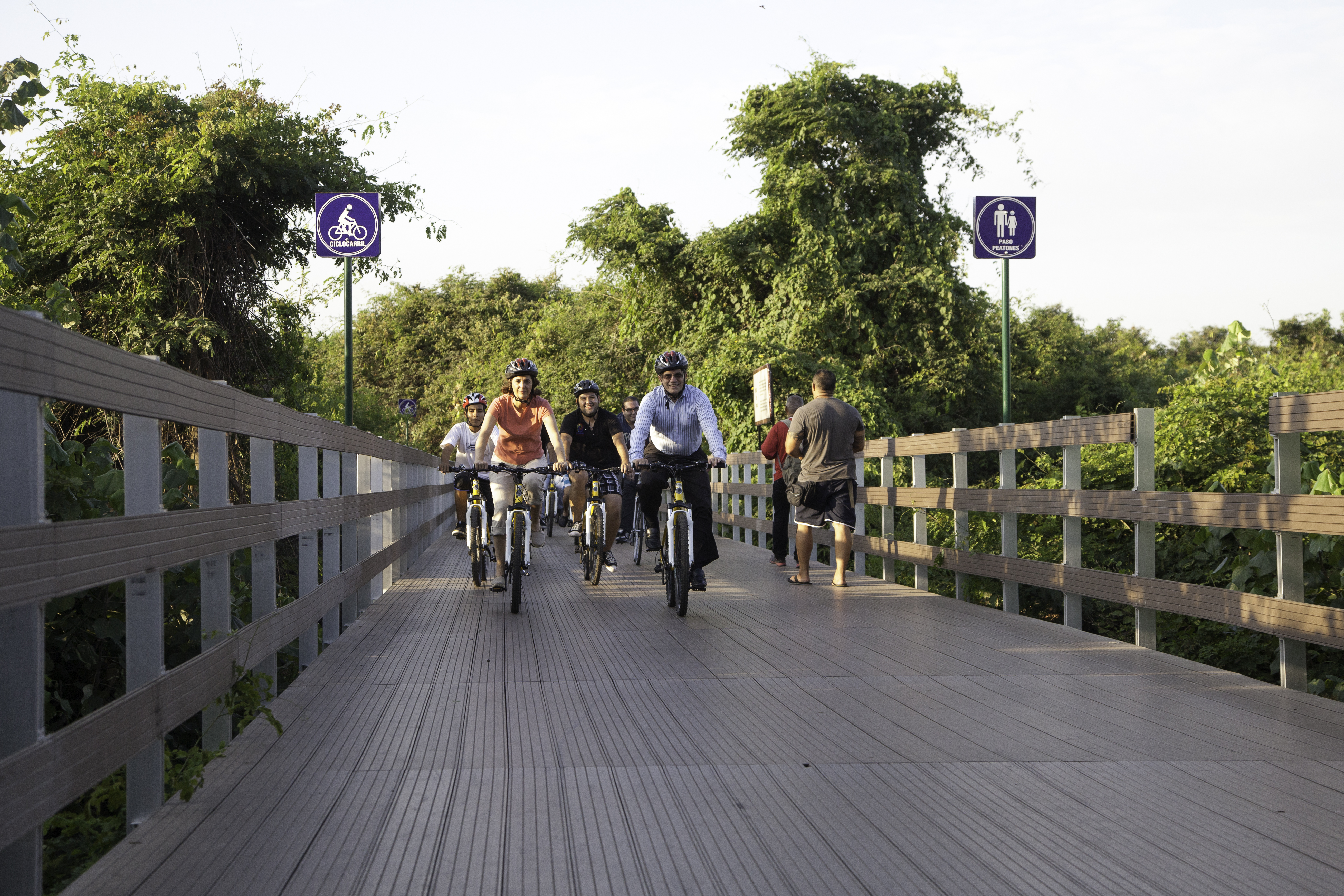
Ścieżka rowerowa na wyspie Santay

Santay – wyspa w prowincji Guayas, w Ekwadorze, położona w pobliżu miasta Guayaquil. Jej powierzchnia wynosi ok. 2200 hektarów. Na wyspie żyje wiele chronionych gatunków ptaków. 31 października 2000 roku objęto ją ochroną w ramach konwencji ramsarskiej.

## Charakterystyka
Wyspa położona jest w delcie rzeki Guayas, w pobliżu miasta Guayaquil. Ma powierzchnię ok. 2200 hektarów. Wysokości bezwzględne osiągają na niej do 10 m n.p.m. Obszar jest położony w obrębie oddziaływania klimatu tropikalnego. Średnie roczne temperatury oscylują wokół 23–26°C. Pora deszczowa trwa od stycznia do maja. Średnie roczne opady sięgają 1112,8 mm. Powierzchnia wyspy jest stosunkowo płaska, co sprawia, iż na obszarze tym regularnie występują powodzie. Gleby zbudowane są na młodym podłożu, w którym dominują czwartorzędowe gliny.

## Fauna
Wyspa położona jest w ekotonie, co sprawia, że charakteryzuje się dużą różnorodnością biologiczną. Jest jedynym znanym obszarem gniazdowania amazonek zmiennych (Amazona autumnalis). Spośród ptaków na wyspie występują też między innymi: pelikan brunatny (Pelecanus occidentalis), fregata wielka (Fregata magnificens), czapla zielonawa (Butorides striata), drzewica dwubarwna (Dendrocygna bicolor), karakara czarnobrzucha (Caracara plancus), długoszpon krasnoczelny (Jacana jacana), gołębiak białoskrzydły (Zenadia asiatica), płomykówka zwyczajna (Tyto alba) i szmaragdzik zielony (Amazilia amazilia).
Świat ssaków reprezentują dydelfy czarnouche (Didelphis marsupialis), tamandua meksykańska (Tamandua mexicana) i ostronos białonosy (Nasua narica). Na wyspie żyje także wiele nietoperzy, w tym rybak nocny (Noctilio leporinus), owocowiec liścionosy (Artibeus jamaicensis) i wampir zwyczajny (Desmodus rotundus). Poza tym, występują tam legwany zielone (Iguana iguana), żółwie jaszczurowate (Chelydra serpentina), boa dusiciele (Boa constrictor) i ropuchy agi (Rhinella marina). W wodach otaczających wyspę żyją liczne gatunki ryb, w tym tilapie (Tilapia) i sumy (Siluridae).

## Flora
Wyspa porośnięta jest roślinnością halofityczną. Spośród roślin wodnych występują na niej między innymi: pałka szerokolistna (Typha latifolia), eichornia gruboogonkowa (Eichornia crassipes) i rzęsy (Lemna). Na lądzie występują arnota właściwa (Bixa orellana), bawełna indyjska (Gossypium herbaceum), kapary (Capparis), rozcięg (Muntingia calabura), akacja (Acacia), figowiec (Ficus) i korzeniara (Rhizophora). U wybrzeży wyspy rosną namorzyny.

## Gospodarka
Wyspę zamieszkuje 247 osób, zajmujących się rybołówstwem, tradycyjnym rolnictwem i hodowlą. Większość z nich mieszka w zbudowanej w 2011 roku wiosce ekologicznej, na którą składa się 56 drewnianych, zasilanych energią słoneczną domów. Na wyspę wiedzie długi na ok. 800 metrów most przerzucony przez jedną z odnóg rzeki Guayas.

## Ochrona
31 października 2000 roku wyspa wraz z otaczającymi ją wodami została objęta ochroną w ramach konwencji ramsarskiej. Całkowity obszar objęty ochroną ma powierzchnię 4705 hektarów.